# Krščenovec
Krščenovec falu Horvátországban Varasd megyében. Közigazgatásilag Breznički Humhoz tartozik.

## Fekvése
Varasdtól 26 km-re délre, községközpontjától 3 km-re délnyugatra fekszik.

## Története
Területén már a kőkorszakban is éltek emberek, ezt igazolja az itt megtalált kőbalta. A Humšćak-hegyen pedig a rézkorban erődített település állt.
A falunak 1857-ben 72, 1910-ben 222 lakosa volt. 1920-ig Varasd vármegye Novi Marofi járásához tartozott. 2001-ben 54 háztartása és 171 lakosa volt.

## Nevezetességei
A határában emelkedő 370 méter magas Humšćak-hegyen a rézkorban erődített település állt, melyet a népnyelv ma is Stari gradnak azaz Öreg várnak nevez. Az itt feltárt régészeti leletek a Zágrábi Régészeti Múzeumba kerültek.

## Külső hivatkozások
- Breznički Hum község hivatalos oldala